# 洛克福德 (加利福尼亞州)
洛克福德（英語：Lockeford）是位於美國加利福尼亞州聖華金縣的一個人口普查指定地區。

## 地理
洛克福德的座標為38°09′27″N 121°09′05″W / 38.15750°N 121.15139°W，而該地最高點為海拔高度31米（即102英尺）。

## 人口
根據2010年美國人口普查的數據，洛克福德的面積為21.723平方千米，當中陸地面積為21.603平方千米，而水域面積為0.120平方千米。當地共有人口3233人，而人口密度為每平方千米148人。